# Peperomia rupestris
Peperomia rupestris är en pepparväxtart som beskrevs av Carl Sigismund Kunth. Peperomia rupestris ingår i släktet peperomior, och familjen pepparväxter. Utöver nominatformen finns också underarten P. r. cordifolia.